# Група Европске народне странке
Група Европске народне странке (енгл. European People's Party Group) је парламентарна група у Европском парламенту састављена од посланика Европске народне странке.

## Историја
Претходница Групе ЕПП-а била је Хришћанско-демократска група, која је основана 11. септембра 1952.
1976. године демохришћанске и конзервативне европске странке су формирале Европску народну странку, прву међународну европску политичку странку. Исте године је званично основана и Група Европске народне партије у Европском парламенту.
1999. године Група ЕПП-а и Група европских демократа(која је окупљала британске и данске конзервативце) су се уједниле под именом Европска народна странка — Европске демократе.
После избора 2009. године и после напуштања британских и чешких десничара, група ЕПП-а је вратила своје старо име. Тренутно је највећа посланичка група у парламенту и броји 221 посланика (након избора 2014). Председник посланичке групе је Манфред Вебер.